# Zaton Obrovački
Zaton Obrovački est un village de la municipalité de Jasenice (Comitat de Zadar) en Croatie. Au recensement de 2011, le village comptait 126 habitants.